# وارم اسپرینگز (نوادا)
وارم اسپرینگز (به انگلیسی: Warm Springs) یک منطقهٔ مسکونی در ایالات متحده آمریکا است که در شهرستان نای، نوادا واقع شده‌است. وارم اسپرینگز ۱٬۶۵۳ متر بالاتر از سطح دریا واقع شده‌است.